# Washington (Name)
Washington [ˈwɒʃɪŋtən] ist ein männlicher Vorname und ein Familienname (siehe auch -ton).

## Herkunft und Verbreitung
Der Name bezieht sich auf George Washington (1732–1799), den ersten Präsident der Vereinigten Staaten von Amerika.
Der Name selbst ist ein Herkunftsname und bezieht sich auf Ortsnamen in England, etwa Washington (Tyne and Wear), aus dem die Vorfahren von George Washington wohl stammen, und Washington (West Sussex). Frühe Erwähnungen finden sich in Tyne and Wear schon 1096 als altenglisch Wasindone. Die etymologische Herkunft des Namens ist umstritten. Sie könnte in der Bedeutung englisch washing ‚waschen‘, altenglisch wascan, noch urtümlicher waesc ‚Gewässer‘, und dūn ‚Hügel‘ (vgl. Düne) liegen (‚[Siedlung am] Hügel beim Fluss‘). Daneben ist aber auch 1183 Wassyngtona belegt, das aus altenglisch *Hwæsingatūn, zu einem Rufnamen in der Bedeutung ‚weißes Schaf‘ und tūn ‚Umgrenzung‘ (vergl. town ‚Siedlung, Ortschaft‘, deutsch Zaun), abgeleitet wird (‚Siedlung der Leute des Wassa‘).
Zum Familiennamen wurde das Wort, als William de Hertburn sich 1183 William de Wassyngtona nannte. 1657 kam der Name nach Virginia; 1789 bis 1797 war George Washington Präsident. Seit damals ist dieser Vorname in den ganzen USA als patriotisch verbreitet, findet sich als amerikanophiles Bekenntnis aber weltweit. Neben einer genealogischen Herkunft ist der Name aber auch (wie bei Abraham Lincoln und anderen Personen, die sich um die Sklavenbefreiung in den USA verdient gemacht haben) als angenommener Name freigelassener Sklaven – und daraus Familienname derer Nachkommen – unter Afroamerikanern weit verbreitet.
Der Name dient auch als männlicher Vorname, oft als Zweit- oder Drittname zu Ehren von George Washington.

## Namensträger

### Washington als erster Vorname
- Washington Aguerre (* 1993), uruguayischer Fußballspieler
- Washington Allston (1779–1843), US-amerikanischer Maler des Klassizismus und der Romantik sowie Schriftsteller
- Washington Barella (* 1964), brasilianischer Oboist
- Washington Bartlett (1824–1887), US-amerikanischer Politiker
- Washington Barrow (1807–1866), US-amerikanischer Politiker
- Washington Stecanela Cerqueira (* 1975), brasilianischer Fußballspieler, bekannt als Washington
- Washington Cucurto (* 1973), argentinischer Schriftsteller und Herausgeber, bekannt als Santiago Vega
- Washington Gardner (1845–1928), US-amerikanischer Politiker
- Washington González (* 1955), uruguayischer Fußballspieler
- Washington Guadalupe, uruguayischer Politiker
- Washington Hunt (1811–1867), US-amerikanischer Politiker
- Washington Irving (1783–1859), US-amerikanischer Schriftsteller
- Washington Ellsworth Lindsey (1862–1926), US-amerikanischer Politiker
- Washington Luís Pereira de Sousa (1869–1957), brasilianischer Politiker
- Washington J. McCormick (1884–1949), US-amerikanischer Politiker
- Washington Roberto Mariano da Silva (* 1985), brasilianischer Fußballspieler
- Washington Phillips (1880–1954), US-amerikanischer Gospel-Sänger
- Washington Poyet (1939–2007), uruguayischer Basketballspieler
- Washington Tais (* 1972), uruguayischer Fußballspieler
- Washington H. Timmerman (1832–1908), US-amerikanischer Politiker
- Washington Townsend (1813–1894), US-amerikanischer Politiker
- Washington S. Valentine (1844–1920), US-amerikanischer Unternehmer in Honduras
- Washington C. Whitthorne (1825–1891), US-amerikanischer Politiker
- Washington F. Willcox (1834–1909), US-amerikanischer Politiker

### George Washington als Vorname
Mit dem vollen Namen des Präsidenten:
- George Washington Anderson (1832–1902), US-amerikanischer Politiker
- George Washington Blanchard (1884–1964), US-amerikanischer Politiker
- George Washington Bridges (1825–1873), US-amerikanischer Politiker
- George Washington Campbell (1769–1848), US-amerikanischer Politiker
- George Washington Cable (1844–1925), US-amerikanischer Schriftsteller
- George Washington Carmack (1860–1922), US-amerikanischer Goldsucher
- George Washington Carver (1864–1943), US-amerikanischer Botaniker
- George Washington Cook (1851–1916), US-amerikanischer Politiker
- George Washington Donaghey (1856–1937), US-amerikanischer Politiker
- George Washington Dunlap (1818–1880), US-amerikanischer Politiker
- George Washington Emery Dorsey (1842–1911), US-amerikanischer Politiker
- George Washington Dow (1847–1919), US-amerikanischer Segelschiffskapitän
- George Washington Gale Ferris (1859–1896), US-amerikanischer Ingenieur
- George Washington Glick (1827–1911), US-amerikanischer Politiker
- George Washington Goethals (1858–1928), Offizier der United States Army
- George Washington Gordon (1836–1911), US-amerikanischer Politiker und Brigadegeneral der Konföderierten im Sezessionskrieg
- George Washington Greene (1811–1883), US-amerikanischer Schriftsteller
- George Washington Hays (1863–1927), US-amerikanischer Politiker
- George Washington Johnson (1846/50–1914), US-amerikanischer Sänger
- George Washington Kittredge (1805–1881), US-amerikanischer Politiker
- George Washington Custis Lee (1832–1913), US-amerikanischer General
- George Washington McCrary (1835–1890), US-amerikanischer Politiker
- George Washington Owen (1796–1837), US-amerikanischer Politiker
- George Washington Parke Custis (1781–1857), US-amerikanischer Schriftsteller, Redner und Agrarreformer, Stiefenkel von George Washington
- George Washington Patterson (1799–1879), US-amerikanischer Politiker
- George Washington Steele (1839–1922), US-amerikanischer Politiker
- George Washington Bonaparte Towns (1801–1854), US-amerikanischer Politiker

In anderen Sprachen:
- Jorge Washington Larrañaga Fraga (1956–2021), uruguayischer Rechtsanwalt und Politiker

### Als Mittelname mit sonstigem Erstnamen
- Booker T. Washington White (1909–1977), US-amerikanischer Bluesmusiker
- James Washington Logue (1863–1925), US-amerikanischer Politiker
- Joseph Washington McClurg (1818–1900), US-amerikanischer Politiker
- Martha Washington Jefferson Randolph (1772–1836), US-amerikanische Präsidentengattin
- Norman Washington Manley (1893–1969), jamaikanischer Politiker
- Oscar Washington Tabárez (* 1947), uruguayischer Fußballspieler und -trainer, siehe Óscar Tabárez
- Theodore Washington Brevard (1835–1882), konföderierter Brigadegeneral im Sezessionskrieg

### A
- A. Eugene Washington (* 1950), US-amerikanischer Mediziner
- Adolpho Washington (* 1967), US-amerikanischer Profiboxer
- Alex Washington (* 1995), Fußballspieler der Amerikanischen Jungferninseln
- Alicia Nicki Washington, US-amerikanische Informatikerin und Hochschullehrerin
- Anthony Washington (* 1966), US-amerikanischer Diskuswerfer
- Ariana Washington (* 1996), amerikanische Leichtathletin
- Augustine Washington (1694–1743), Vater von George Washington
- Augustus Washington († 1875), afro-amerikanischer Daguerreotypist

### B
- Baby Washington (* 1940), US-amerikanische Soul-Sängerin
- Benny Washington (um 1900-nach 1934), US-amerikanischer Jazzmusiker und Bandleader
- Betty Washington Lewis (1733–1797), Schwester von George Washington
- Booker T. Washington (1856–1915), US-amerikanischer Bürgerrechtler
- Bryan Washington (* 1993), US-amerikanischer Schriftsteller und Essayist
- Buck Washington (1903–1955), US-amerikanischer Jazz-Pianist, Sänger und Tänzer
- Bushrod Washington (1762–1829), US-amerikanischer Richter am Supreme Court

### C
- Carl von Washington (1833–1897), deutsch-österreichischer Verwandter des ersten amerikanischen Präsidenten George Washington
- CJ Washington (* 1979), US-amerikanischer Basketballschiedsrichter
- Conor Washington (* 1992), nordirischer Fußballspieler
- Craig Anthony Washington (* 1941), US-amerikanischer Politiker

### D
- Danny Washington (* 1985), deutscher American-Football-Spieler
- Dante Washington (* 1970), US-amerikanischer Fußballspieler
- Darius Washington (* 1985), US-amerikanischer Basketballspieler
- Demetria Washington (* 1979), US-amerikanische Leichtathletin und Weltmeisterin
- Dennis Washington (* 1934), US-amerikanischer Unternehmer
- Denzel Washington (* 1954), US-amerikanischer Schauspieler und Oscarpreisträger
- Deron Washington (* 1985), US-amerikanischer Basketballspieler
- De’Shawn Washington (* um 1990), US-amerikanischer Schauspieler
- Diesel Washington (* 1976), US-amerikanischer Pornodarsteller
- Dinah Washington (1924–1963), US-amerikanische Jazz-, Pop- und Bluessängerin
- Duane Washington (* 1964), US-amerikanischer Basketballspieler
- Duane Washington Jr. (* 2000), US-amerikanischer Basketballspieler
- Dwayne Washington (Basketballspieler) (Dwayne Alonzo „Pearl“ Washington; 1964–2016), US-amerikanischer  Basketballspieler
- Dwayne Washington (Footballspieler) (* 1994), US-amerikanischer American-Football-Spieler

### E
- Earl Washington (1921–1975), US-amerikanischer Pianist und Songwriter
- Eric Washington (* 1974), US-amerikanischer Basketballspieler
- Ernestine Washington (1914–1983), US-amerikanische Gospelmusikerin
- Essie Washington (* 1957), US-amerikanische Mittelstreckenläuferin
- Essie Mae Washington-Williams (1925–2013), US-amerikanische Schriftstellerin

### F
- Freddie Washington (Pianist) (um 1900–nach 1960), US-amerikanischer Jazzpianist
- Freddie Washington (Saxophonist) (* 1937), US-amerikanischer Jazzsaxophonist
- Freddie Washington (Bassist), US-amerikanischer Bassist und Songwriter

### G
- Gary Washington (eigentlich Alexander Giesbrecht; * 1995), deutscher Battle-Rapper
- Geno Washington (* 1943), britischer R&B-Musiker
- George Washington (1732–1799), US-amerikanischer Politiker, Präsident 1789 bis 1797
- George von Washington (1856–1929), österreichischer Adliger
- George Washington (Posaunist) (1907–??), US-amerikanischer Jazzmusiker
- George Washington (Boxtrainer) (1927–2006), US-amerikanischer Boxtrainer
- George Corbin Washington (1789–1854), US-amerikanischer Politiker
- Gerald Washington (* 1982), US-amerikanischer Boxer
- Glen Washington, jamaikanischer Reggae-Musiker
- Grover Washington, Jr. (1943–1999), US-amerikanischer Jazz-Saxophonist

### H
- Haleigh Washington (* 1995), US-amerikanische Volleyballspielerin
- Harold Washington (1922–1987), US-amerikanischer Politiker
- Harriet Washington, US-amerikanische Journalistin, Autorin und Medizinethikerin
- Henry S. Washington (1867–1934), US-amerikanischer Geologe
- Herb Washington (* 1951), US-amerikanischer Baseballspieler

### I
- Isaiah Washington (* 1963), US-amerikanischer Schauspieler

### J
- J. Dennis Washington (* 1945), US-amerikanischer Filmarchitekt
- Jack Washington (1910–1964), US-amerikanischer Jazzsaxophonist
- Jackie Washington (Musiker) (1919–2009), kanadischer Bluesmusiker
- Jackie Washington (Leichtathletin) (* 1962), US-amerikanische Sprinterin
- Jakob von Washington (1778–1848), Verwandter des amerikanischen Präsidenten
- James Washington (Footballspieler, 1965) (* 1965), US-amerikanischer American-Football-Spieler
- James Washington (Footballspieler, 1996) (* 1996), US-amerikanischer American-Football-Spieler
- James W. Washington (1911–2000), amerikanischer Maler und Bildhauer
- Jascha Washington (* 1989), US-amerikanischer Schauspieler und Sänger
- Jesse Washington († 1916), US-amerikanisches Opfer von Lynchjustiz
- John Washington (1633–1677), Urgroßvater von George Washington
- John David Washington (* 1984), US-amerikanischer Schauspieler und American-Football-Spieler
- John MacRae Washington (1797–1853), US-amerikanischer Soldat
- Joseph E. Washington (1851–1915), US-amerikanischer Politiker
- Josephine Turpin Washington (1861–1949), US-amerikanische Schriftstellerin und Hochschullehrerin
- Justine  Washington (* 1940), US-amerikanische Soul-Sängerin, siehe Baby Washington

### K
- Kamasi Washington (* 1981), US-amerikanischer Saxophonist
- Karyn Washington († 2014), US-amerikanische Bloggerin und Aktivistin
- Kelley Washington (* 1979), US-amerikanischer Footballspieler
- Kenneth Washington (* 1946), US-amerikanischer Schauspieler
- Kenny Washington (Footballspieler) (Kenneth Stanley Washington; 1918–1971), US-amerikanischer American-Football-Spieler
- Kenny Washington (Sänger) (* 1957), US-amerikanischer Jazzsänger
- Kenny Washington (Schlagzeuger) (* 1958), US-amerikanischer Jazzschlagzeuger
- Kermit Washington (* 1951), US-amerikanischer Basketballspieler
- Kerry Washington (* 1977), US-amerikanische Schauspielerin

### L
- Lawrence Washington (Pfarrer) (1602–1652), anglikanischer Pfarrer der Church of England
- Lawrence Washington (Pflanzer) (1659–1698), Großvater von George Washington
- Lawrence Washington (Soldat) (1718–1752), Soldat und Landbesitzer
- Lawrence C. Washington (* 1951), US-amerikanischer Mathematiker
- Little Joe Washington († 2014), US-amerikanischer Bluesmusiker

### M
- Madison Washington, US-amerikanischer Sklave und Aufständischer
- Malcolm Washington (* 1991), US-amerikanischer Regisseur, Drehbuchautor und Filmproduzent
- MaliVai Washington (* 1969), US-amerikanischer Tennisspieler
- Margaret Murray Washington (1861–1925), US-amerikanische Pädagogin, Dozentin und Aktivistin
- Mark Washington (* 1947), US-amerikanischer American-Football-Spieler
- Marqueze Washington (* 1993), US-amerikanischer Sprinter
- Martha Washington (1731–1802), erste US-amerikanische First Lady
- Mary Ball Washington (1708–1789), Mutter von George Washington und Frau von Augustine Washington
- Mashona Washington (* 1976), US-amerikanische Tennisspielerin
- Maximilian Emanuel von Washington (1829–1903), bayrisch-österreichischer Landwirt und Politiker
- Michael Benjamin Washington (* 1979), amerikanischer Schauspieler

### N
- Napoleon Washington (1972–2015), Schweizer Musiker und Songwriter
- Ned Washington (1901–1976), US-amerikanischer und Liedtexter
- Nikki Washington (* 1988), US-amerikanische Fußballspielerin

### P
- P. J. Washington (* 1998), US-amerikanischer Basketballspieler
- Peter Washington (* 1964), US-amerikanischer Jazz-Bassist

### R
- Raymond Washington (1953–1979), US-amerikanischer Gang-Gründer
- Reggie Washington (* 1962), US-amerikanischer Jazz- und Fusionmusiker
- Rico Washington (* 1978), US-amerikanischer Baseballspieler (auch: Enrico Aliceno Washington)

### S
- Salim Washington (* 1958), US-amerikanischer Jazzmusiker und Kulturhistoriker
- Sharon Washington, US-amerikanische Schauspielerin
- Shirley Washington, ehemaliges US-amerikanische Schauspielerin
- Solai Washington (* 2005), US-amerikanisch-jamaikanische Fußballspielerin

### T
- Talitha Washington (* 1974), US-amerikanische Mathematikerin und Hochschullehrerin
- Taylor Washington (* 1993), US-amerikanische Sprinterin
- Tom Washington (* 1957), US-amerikanischer Basketballschiedsrichter
- Turner Washington (* 1999), US-amerikanischer Diskuswerfer
- Tuts Washington (1907–1984), US-amerikanischer Bluespianist
- Tyree Washington (* 1976), US-amerikanischer Leichtathlet
- Tyrone Washington (* 1944), US-amerikanischer Jazzmusiker

### W
- Walter Washington (1915–2003), US-amerikanischer Politiker
- Walter Washington (Sänger) (Wolfman Washington; 1943–2022), US-amerikanischer Rhythm-&-Blues-Gitarrist und Sänger
- Warren M. Washington (1936–2024), US-amerikanischer Meteorologe
- William Washington (General) (1752–1810), US-amerikanischer Brigadegeneral
- William Washington (Maler) (1885–1956), britischer Maler
- William Dickinson Washington (1833–1870), US-amerikanischer Historien-, Genre- und Landschaftsmaler der Düsseldorfer Schule
- William Henry Washington (1813–1860), US-amerikanischer Politiker
- Winston Washington, costa-ricanischer Schauspieler und Theaterschaffender